# Wertheimeria maculata
Wertheimeria maculata — єдиний вид роду Wertheimeria родини бронякові ряду сомоподібних.

## Опис
Загальна довжина досягає 30 см. Голова невелика, дещо сплощена. Очі маленькі. Є 3 пари невеличких вусиків. Тулуб кремезний. Усі плавці з короткою основою. Жировий плавець крихітний. Хвіст розрізаний.

## Спосіб життя
Біологія погано вивчена. Зустрічається у невеличких річках. Воліє до теплих вод. Цей сом активний вночі. Вдень ховається біля дна. Живиться водними безхребетними, частково дрібною рибою.

## Розповсюдження
Є ендеміком Бразилії. Поширена в річках Жекичіньонья і Пардо.